# Irrtumstheorie
Als Irrtumstheorie bezeichnet man eine philosophische Theorie, die konkurrierende Positionen sowohl als falsch charakterisiert als auch die Verbreitung und das hartnäckige Festhalten an diesen Irrtümern erklärt. Eine Irrtumstheorie enthält daher drei Elemente: die Argumente für die eigene Position, die Widerlegung anderer Ansätze und die Erklärung der Irrtümer. Eine Irrtumstheorie beantwortet daher nicht nur die Geltungsfrage (ist die Aussage wahr?), sondern auch die Frage nach der Genese der Irrtümer.

## Ein einfaches Beispiel
Als einfaches Beispiel sei hier der Weihnachtsmann genannt: Alle über den Weihnachtsmann gemachten Aussagen (z. B. dass er zu Weihnachten den braven Kindern Geschenke bringt, dass er ein bestimmtes Aussehen hat, mit seinem Schlitten über den Wolken fliegt etc.) gelten aufgeklärten Zeitgenossen als Mythen: Offenkundig trifft keine einzige Aussage, die wir über den Weihnachtsmann als ein tatsächlich in dieser Welt existierendes Lebewesen machen, tatsächlich zu, d. h., sie sind allesamt als falsch einzustufen.
Aber es gibt bestimmte Erklärungen dafür, dass dennoch weiterhin an diesen Behauptungen, Symbolen und Ritualen festgehalten wird: man steht in einer bestimmten christlichen Tradition, man will sich nicht von seiner Umgebung abgrenzen, man will den eigenen Kindern eine Freude bereiten etc.

## Irrtumstheorie in der Erkenntnistheorie
Der US-amerikanische Philosoph Thomas Nagel setzt sich in seinem Buch „Das letzte Wort“ mit zeitgenössischen Ansätzen des seiner Meinung nach verbreiteten Zweifels an der Objektivität bzw. an der Allgemeingültigkeit der Vernunft auseinander. Diesen Subjektivismus erklärt er dadurch, dass die Anwendung der Ratio eine individuelle, eine „lokale Tätigkeit“ sei, durch die wir uns dennoch mit allgemeinen Wahrheiten über unendliche Mengen von Dingen beschäftigen – dieser Widerspruch bzw. dieses Rätsel führe zum Zweifel an der Autorität des Denkens und zur Attraktivität subjektivistischer Erklärungen von Erkenntnis und Normen.
Nagel vertritt eine Position des Realismus und Rationalismus, die sich prinzipiell gegen den im folgenden Beispiel als Ausgangspunkt wichtigen Subjektivismus von John Leslie Mackie wendet – die Erklärungen des jeweiligen Irrtums überkreuzen sich in diesen beiden Beispielen.

## Irrtumstheorie in der Ethik
Der australische Philosoph John Leslie Mackie (1917–1981) hat in seinem Buch „Ethics. Inventing Right and Wrong“ (deutsch: Ethik. Die Erfindung des Richtigen und Falschen) seine Irrtumstheorie der Moral entwickelt: Seiner Auffassung nach machen wir im Alltag bei moralischen Urteilen Aussagen über Handlungen, die diesen einen bestimmten moralischen Wert zuschreiben: z. B. „diese Handlung ist gut/schlecht“. Jedoch begehen wir nach Mackie einen Fehler, wenn wir unterstellen, dass die moralischen Eigenschaften dieser Handlung, gut oder schlecht zu sein, der Handlung per se als quasi gegenständliche Merkmale zukommen, also objektiv sind. Für Mackie gibt es keine objektiven, von den Umständen, den Gesellschaften und Zeiten unabhängigen moralischen Werte. Moralische Werte sind für ihn stattdessen Resultat eines biologischen und gesellschaftlichen Entwicklungsprozesses, dessen Hauptinhalt die Begrenzung des Egoismus bzw. die Ausweitung der Sympathie zur Lösung der nicht zu vermeidenden gesellschaftlichen Konflikte ist.
Zur Abgrenzung von der These der Existenz objektiver Werte bezeichnet er seine Position als moralischen Subjektivismus oder ethischen Skeptizismus. Damit grenzt er sich sowohl von Kants deontologischer Ethik, vom Utilitarismus John Stewart Mills und auch von der Position von John Rawls (Gerechtigkeit als Fairness) ab. Stattdessen entwickelt er ein praktisches System der Moral, das Handlungen mit einer dreistufigen Universalisierung auf ihren moralischen Wert prüft. Mackie ist daher weit von allem Amoralismus oder Nihilismus  entfernt.
Die Attraktivität der These von der Existenz objektiver Werte erklärt er u. a. mit der Projektion der im Kindesalter verinnerlichten moralischen Werte nach außen, mit der „Ausleihe von Autorität“ bei scheinbar objektiven Werten in Diskussionen, mit der Selbsttäuschung über den Zusammenhang von Wünschen und moralischen Werten etc.

## Mögliche Kritikpunkte
In der Ethik gibt es auch den Ansatz, Wertaussagen nicht als Aussagen über objektive Eigenschaften der Wirklichkeit, sondern als Ausdruck unserer Gefühle zu deuten (Emotivismus als Spielart des Nonkognitivismus; wichtige Vertreter von letzterem sind hier etwa Alfred Jules Ayer und Richard Mervyn Hare, ein Urahn einer emotivistischen Theorie ist auch David Hume). Aussagen wie „Diese Handlung ist grausam!“ werden nur noch präskriptiv interpretiert als „Unterlasse diese Handlung!“, sagen also nichts über die Handlung an sich aus, sondern über unsere Einstellung zu ihr.
Ein Gegner der Irrtumstheorie könnte auch einwenden, dass unsere moralischen Zuschreibungen keineswegs Sacheigenschaften erfinden, sondern von Zeit und Umständen unabhängige moralische Merkmale erkennen: Es gibt für diese Auffassung „werthaltige Sachverhalte“ wie (per se) „grausame“ Handlungen, „tapferes“ Verhalten, „großzügige“ Spenden etc. Von diesem Standpunkt erscheint es merkwürdig, dass wir mit unseren Wertaussagen tatsächlich nichts in der Welt bezeichnen sollten: Wie kann man von „schönen“ Bildern, „guten“ Menschen etc. sprechen, wenn nicht von realen Sachverhalten in dieser Welt? Zeitgenössische Vertreter einer solchen den moralischen Relativismus ablehnenden und Moralischer Realismus genannten Theorie sind etwa Jonathan Dancy, John McDowell und David Wiggins; als ältere, auch von Mackie selbst dafür angesehene Vertreter gelten beispielsweise Plato, Aristoteles und Kant.
Ein Irrtumstheoretiker könnte hier wiederum einwenden, dass aus Sprachanalysen keine Existenzaussagen abzuleiten sind, dass Menschen ein besonderes Erkenntnisvermögen neben ihren normalen Erkenntniswegen haben müssten oder dass Anthropologie und Ethnologie gezeigt hätten, dass die Wertungen gleicher Handlungen im Lauf der Zeit und von Kultur zu Kultur unterschiedlich ausfallen. Die Diskussion ist also noch längst nicht entschieden.
Gegen die Irrtumstheorie wird eingewandt, dass sie auf mehreren Fehlschlüssen beruhe:
- Die Kritik an der Rede von objektiven Werten als ontologisch nicht haltbar setzte eine uneingeschränkte Geltung des Positivismus für die Ethik voraus, die Mackie voraussetze, aber nicht beweise („petitio principii“[2])[3].
- Mackie unterscheide nicht zwischen den starken und dem schwachen ethischen Realismus[4]. Aus der Ablehnung eines starken ethischen Realismus folge daher nicht die Ablehnung auch eines schwachen Realismus.
- Unter Objektivität könne man zunächst einmal nur den „Geltungs- und Begründungsanspruch“ ethischer Urteile verstehen, ohne sich auf eine bestimmte Ontologisierung festlegen zu müssen.[5] Insbesondere bedeute die Objektivität ethischer Urteile nicht, von Werten im Sinne platonischer Ideen ausgehen zu müssen.
- Die Irrtumstheorie beruhe auf einen „genetischen Fehlschluss“[6]: sie verwechsle Genese (Entstehung) mit Geltung. Allein dass Wertvorstellungen geschichtlich gewachsen seien, bedeute nicht, dass sie nur geschichtlich seien.

Beispiel: Dass es in Deutschland erst seit 1919 das Frauenwahlrecht gibt, bedeutet nicht, dass das Frauenwahlrecht zuvor kein objektives Menschenrecht war.